# Songs You Know by Heart
Songs You Know by Heart é um álbum de Jimmy Buffett, lançado em 1985.